# Ken McNaught
Ken McNaught (Kirkcaldy, Escocia; 11 de enero de 1955) es un exfutbolista escocés que jugaba como defensa. Desarrolló su carrera principalmente en Inglaterra, donde resaltó en el Aston Villa, equipo en el que formó dupla con su coterráneo, Allan Evans. En sus seis temporadas con el cuadro villano disputó más de doscientos partidos, además de ganar la First Division en 1981, la Copa de Campeones de Europa en 1982 y la Supercopa de Europa ese mismo año.
También jugó en el Everton F. C., el West Bromwich Albion, el Manchester City y el Sheffield United. Se retiró en este último equipo en 1986, luego de que la posibilidad de sufrir una lesión en la pierna pudiera obligar a que tuvieran que amputársela, ya que anteriormente en 1981 sufrió una trombosis venosa profunda tras una operación, lo que mermó su rendimiento y movilidad.
Ya retirado se dedicó a la administración de campos de golf en Perthshire y en Gleneagles. También realizó labores administrativas para un campamento minero en Perth.

## Carrera

### Primeros años en el Everton F. C.
Nacido en Kirkcaldy, Escocia, es hijo del exfutbolista Willie McNaught. Ingresó a las divisiones inferiores del Everton F. C. en 1971 tras pasar una prueba donde tuvo que marcar al delantero Joe Royle, quien recién se recuperaba de una lesión. En su período juvenil representó a Escocia en esa categoría y jugó contra equipos sub-18 con solo quince años.
Disputó su primer encuentro profesional el 4 de enero de 1975 contra el Altrincham en la FA Cup, solo una semana después de cumplir los veinte años. En su primera temporada profesional jugó un total de nueve partidos, pero tras ello logró un lugar en el once estelar. Con el equipo de Liverpool llegó a disputar la final de la Copa de la Liga de 1977 ante el Aston Villa, contra el que perdieron en un segundo encuentro de desempate tras igualar en los dos primeros partidos.
Su juego en la final llamó la atención del entrenador Ron Saunders, quien buscó que se integrara al Villa para la siguiente campaña. Aunque McNaught en un principio estaba cómodo en Everton, la dirigencia se mostró favorable al traspaso ya que buscaban fondos para invertir en jugadores de otras posiciones, por lo que se unió al equipo de Birmingham por 200 000 libras en 1977. En tres años en Goodison Park jugó un total de ochenta y seis partidos y anotó tres goles.

### Consolidación en Aston Villa

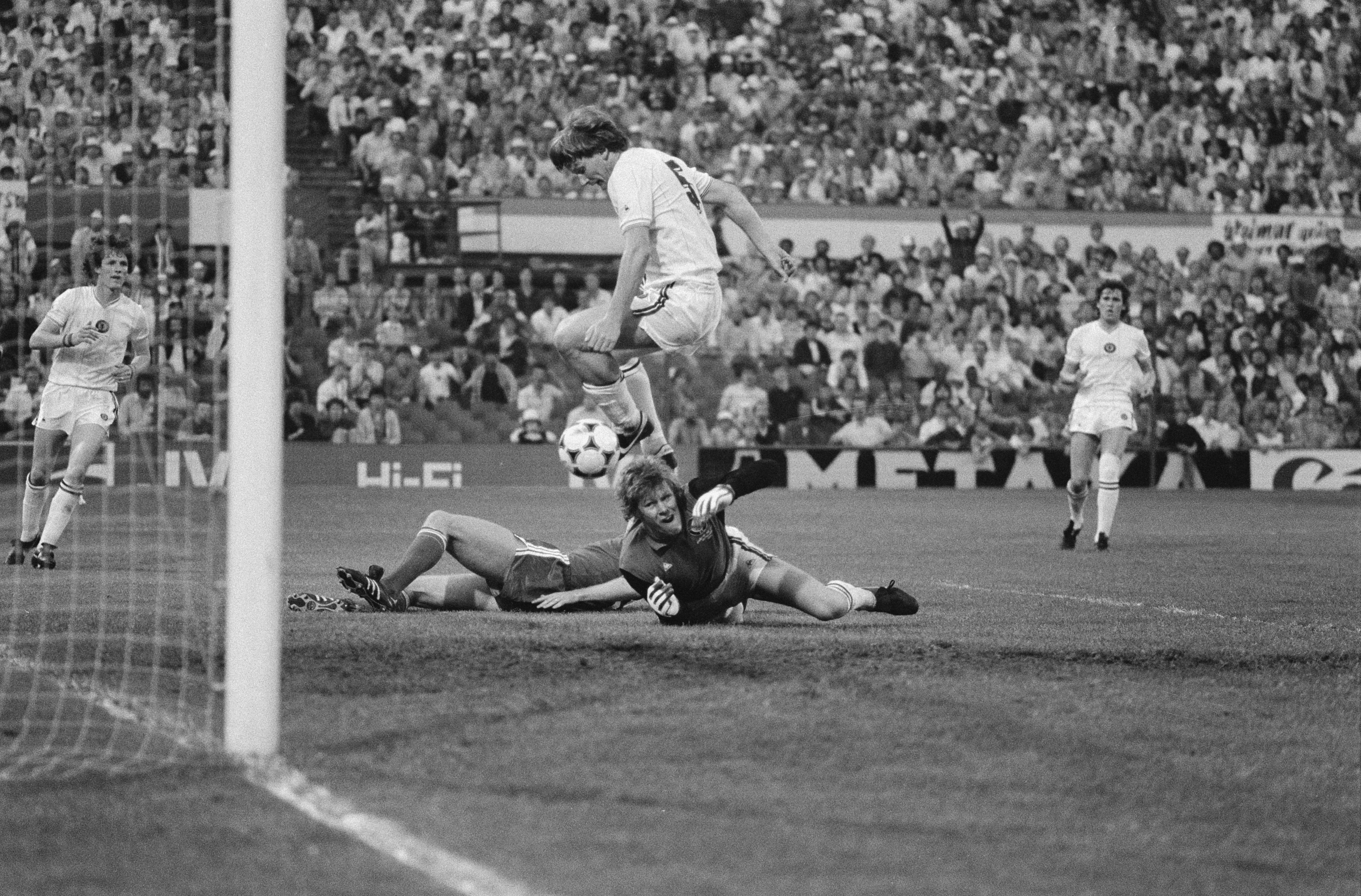
McNaught (con el número 5 en la espalda) durante la final de la Copa de Europa 1981-82.

Saunders puso al jugador rápidamente en el once estelar: debutó el 20 de agosto de 1977 en la victoria por 2-1 contra el Queens Park Rangers, junto a Jimmy Rimmer y John Gregory. En su primera temporada lo emparejaron junto al galés Leighton Phillips en defensa, pero no tuvieron la mejor sinergia. Esto, sumado a los malos resultados del equipo, llevó a los hinchas a pedir que dejaran en la banca al nuevo fichaje, pero el entrenador siguió respaldando al jugador por la prensa. El 19 de octubre del mismo año anotó sus dos primeros goles en la victoria frente al Górnik Zabrze por la segunda ronda de la Copa de la UEFA, lo que acalló las críticas. Unos días después, volvió a convertir al West Ham United por la liga. El equipo por lo general tuvo un rendimiento regular, que le permitió establecerse en la mitad de la tabla, sin opciones de alcanzar competencias europeas. Las lesiones fueron un factor relevante en este resultado y obligó al técnico a improvisar jugadores.
En la parte final de la temporada, Phillips enfermó, lo que llevó al entrenador a consultar con McNaught el posible sustituto. El jugador le explicó que se encontraba más cómodo con el sistema usado en su club anterior, donde dos defensores altos y fuertes cubrían cada lado del campo. Para él, esta función la cumplía perfectamente Allan Evans. Saunders confió en su criterio y probó a Evans, lo que los llevó a una racha de cinco victorias seguidas y al surgimiento de esta dupla de centrales. En su primer año con el club, McNaught disputó en total cincuenta y dos partidos, marcó cinco goles y logró llegar a los cuartos de final de la Copa de la UEFA, donde cayeron contra el Barcelona tras caer por 4-3 en el agregado.
La salida de Phillips al Swansea consolidó a la dupla de centrales Evans-McNaught para la temporada 1978-79, con John Gregory como posible sustituto. A pesar de sostenerse en la titularidad, el equipo no tuvo un mejor rendimiento que el año anterior, ya que no pudo conseguir el sexto lugar que le permitía clasificar a torneos internacionales. Anotó un gol al Wolverhampton Wanderers en la goleada por 4-0 y disputó en total treinta y ocho partidos.

## Clubes
| Club                 | País       | Año       |
| -------------------- | ---------- | --------- |
| Everton F. C.        | Inglaterra | 1974-1977 |
| Aston Villa          | Inglaterra | 1977-1983 |
| West Bromwich Albion | Inglaterra | 1983-1984 |
| Manchester City      | Inglaterra | 1984-1985 |
| Sheffield United     | Inglaterra | 1985-1986 |

## Palmarés

### Campeonatos nacionales (2)
| Título         | Club        | País       | Año     |
| -------------- | ----------- | ---------- | ------- |
| First Division | Aston Villa | Inglaterra | 1980-81 |
| Charity Shield | Aston Villa | Inglaterra | 1981    |

### Campeonatos internacionales (2)
| Título                      | Club        | Sede       | Año  |
| --------------------------- | ----------- | ---------- | ---- |
| Copa de Campeones de Europa | Aston Villa | Róterdam   | 1982 |
| Supercopa de Europa         | Aston Villa | Birmingham | 1982 |